# Punta Pariñas

Lägeskarta.

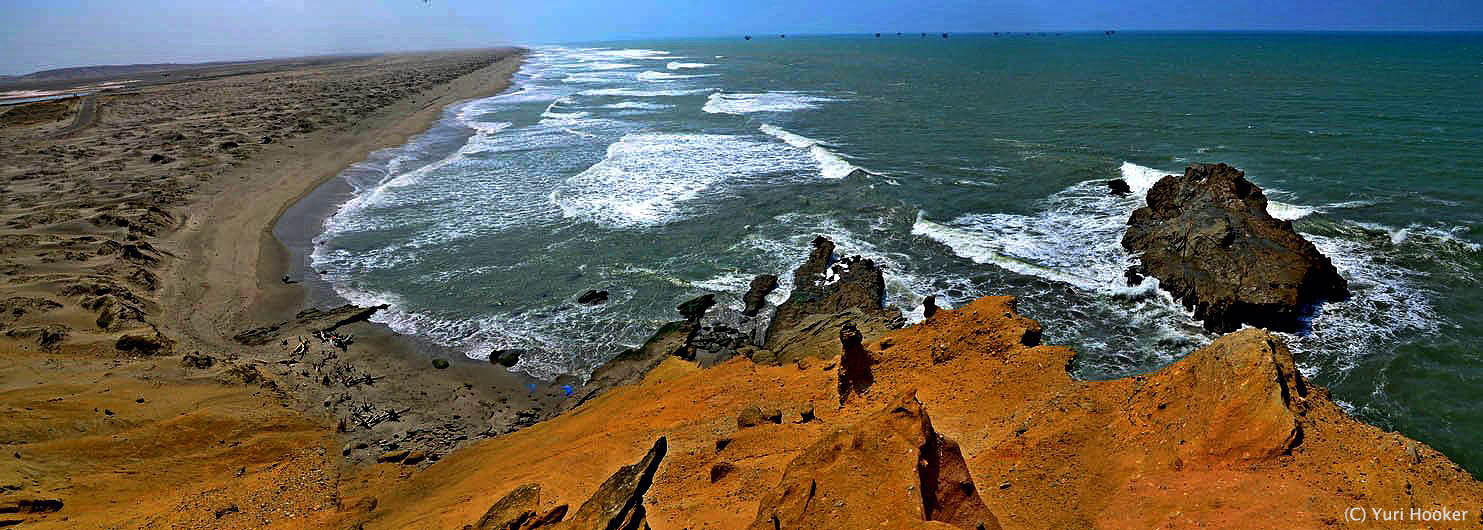
Punta Pariñas / Balcones.

Punta Pariñas (spanska: Punta Pariñas, även: Punta Balcones) är en udde i departementet Piura i västra Peru. Udden är den västligaste punkten i Peru och på Sydamerikas fastland och är en av världens yttersta platser. Den västligaste punkten i världsdelen Sydamerika är  Darwin-ön (Galapagosöarna) i Ecuador.

## Geografi
Punta Pariñas ligger i västra delen av provinsen Talara i departementet Piura direkt vid Stilla havet. Udden ligger cirka 15 km sydväst om staden Talara och cirka 100 km nordväst om huvudorten Piura.
Punta Pariñas ligger vid stranden Punta Balcones som är en populär badplats och även lekplats för sälar. På udden finns det cirka 73 meter höga fyren Faro de Punta Pariñas.
Förvaltningsmässigt utgör udden en del av distriktet "Distrito de La Brea".

## Historia
Området upptäcktes kring 1527 av spanske conquistadoren Francisco Pizarro.
1974 öppnades Faro de Punta Pariñas, fyren är i bruk.